# Германы (племя)
Германы — племя, обитавшее в эпоху классической античности на территории региона Оретания (крайний северо-восток Иберии, ныне Каталония). Их упоминает Плиний Старший.
Несмотря на название племени, отсутствуют убедительные свидетельства в пользу их родства с германцами. Материальная культура в местах их проживания — типичная для кельтов Иберии. По мнению германиста Ю. Кузьменко, название племени скорее указывает на их миграцию в Иберию из региона в нынешних Нидерландах, где в более поздний период поселились германцы (переняв название территории), чем на германское происхождение.